# Golden Star Resources
Golden Star Resources Ltd est une entreprise minière canadienne spécialisée dans l'extraction d'or. Elle possède deux mines d'or au Ghana et possède une production historique de plus de 4 millions d'onces d'or.

## Opérations minières
En plus de plusieurs propriétés d'exploration, Golden Star Resources exploitait la mine d'or Wassa. Situé dans le district de Wassa East de la région occidentale du Ghana, le complexe de Wassa se compose d'une mine souterraine et de plusieurs mines à ciel ouvert qui accèdent aux roches birimiennes dans la partie sud de la ceinture de roches vertes d'Ashanti. Golden Star Resources a développé l'exploitation minière avec une production commençant en avril 2005. Le gouvernement du Ghana conserve 10% de la propriété de la mine et sa production est soumise à un contrat de flux d'or détenu par Royal Gold.
Golden Star Resources exploitait auparavant la mine d'or de Bogoso-Prestea, située entre les villes de Bogoso et Prestea dans la région occidentale du Ghana . La mine Bogoso a été acquise par Golden Star Resources en 1999 et la mine souterraine voisine de Prestea a été ajoutée en 2001, mais elles ont été vendues ensemble en 2020. Golden Star Resources était également anciennement impliquée dans la mine d'or d'Omai à Cuyuni-Mazaruni, en Guyane, qui était exploitée par Cambior, mais a vendu sa participation en 2001.